# Calais (Vermont)
Pour les articles homonymes, voir Calais (homonymie).
Calais est une municipalité (town) américaine de l'État du Vermont, située dans le comté de Washington. Lors du recensement de 2020, sa population s'élevait à 1 661 habitants.

## Géographie
Situé légèrement au nord-est de Montpelier, le territoire de Calais forme un quadrilatère parfait de 99,9 km2.

### Municipalités limitrophes
|           | Woodbury        |            |
| Worcester | Calais          | Marshfield |
|           | East Montpelier |            |

## Histoire
À la fin du XVIIIe siècle, le colonel Jacob Davis baptisa la nouvelle localité du nom de la ville française de Calais à une époque où il y avait un engouement général pour ce pays en raison de son soutien pendant la Révolution américaine.

## Politique et administration
La municipalité est administrée par un conseil de cinq membres élus (Selectboard) qui est responsable de la conduite générale des affaires locales. Il a pour fonctions de publier les règlements locaux, préparer le budget, superviser toutes les dépenses, gérer les employés municipaux et contrôler les bâtiments et les biens publics. Il est assisté de « justices de paix » élues et d'un administrateur (town clerk), réunis au sein du Conseil de l'autorité civile.